# Melodía de timbres

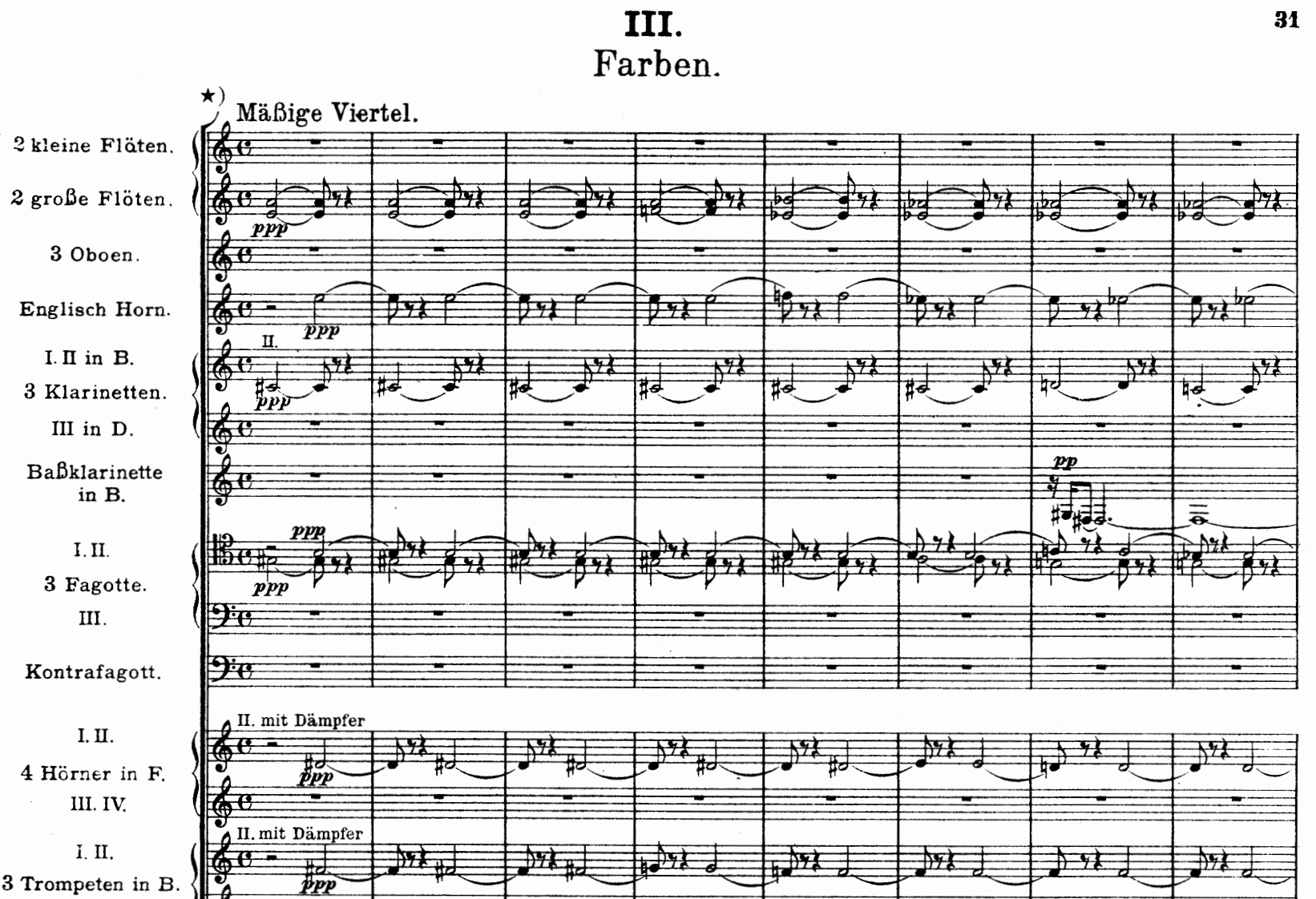
Incipit de "Farben", tercer movimiento de la Fünf Orchesterstücke Op. de Arnold Schoenberg. 16 (1909)

La melodía de timbres (en idioma alemán Klangfarbenmelodie) es un sistema de composición musical en la que se sustituyen las series de notas musicales del pentagrama por sus valores tímbricos, de modo que se cambia de instrumento en cada nota de una melodía, cambiando así de timbre, y obteniendo una secuencia de puntos multicolores en sucesión. En ella los instrumentos son utilizados solamente en función del timbre. La melodía de timbres empezó a usarse con ese nombre a finales del siglo XIX y principios del siglo XX, en el Expresionismo musical. Ejemplos de su uso pueden apreciarse en obras de Schönberg o Webern. 
- Datos: Q1425626